# Ucamco
Ucamco，前身為 Barco ETS，是一家开发和销售电子制造服務软件和硬件设备的廠商。主要产品包括CAM與Pre-CAM软件、激光绘图机和直接成像系统。Ucamco的总部位于比利时，在捷克设有一个研发中心，並在中国、日本和美国設有分支机构，和其遍布世界各地的合作伙伴共同为客户提供覆盖全球的服务。
因为Barco ETS曾於1998年收购位于美国康乃迪克州哈特福德的戈博系統公司（Gerber Systems Corp.），所以 Ucamco是Gerber格式知识产权的拥有者。Gerber格式被广泛用于印刷线路板制造的CAM软件。Ucamco进一步发展了Gerber格式，并不时发布新版本。

## 产品
印刷线路板制造软件
- Pre-CAM和工程：Integr8tor[2]
- CAM：AutoCAM、Ucam、[3]uFlex、CAD Review、SmartView、Chemical Milling、SmartPlate、Multi Job Panelizer
- 电测：Ucam ET+、FixGenius、FaultStation3
- 设备前端：SmartAOI、SmartTest
- 格式转换与 RIP's
- OEM软件

印刷線路板制造硬件
- SilverWriter激光绘图机
- Calibr8tor激光绘图机[4]
- 大幅面激光绘图机
- 来自合作伙伴迪恩士电子（Dainippon Screen Mfg. Co.,）的Ledia5 直接成像系统 [5]